# Спрингфилдский мушкет образца 1842 года
Спрингфилдский мушкет образца 1842 года (U.S. Model 1842 Musket, Springfield pattern, сокр. M1842) — американский гладкоствольный мушкет калибра .69, который производился и использовался в США в XIX веке. Во многом напоминал мушкет образца 1816 года, однако считается отдельной моделью, а не вариантом мушкета 1816 года. Производился арсеналами Спрингфилда и Харперс-Ферри с 1844 года.
«Спрингфилд 1842» стал последним американским гладкоствольным мушкетом. Многие усовершенствования мушкета 1840 года были использованы при разработке модели 1842 года. Он также стал первым американским мушкетом, в котором использовался капсюльный замок, хотя многие мушкеты образца 1840 года часто переделывались в капсюльные. Такой механизм давал большие преимущества перед кремнёвыми замками, будучи менее зависимым от погоды.
Подобно модели 1816 года, Спрингфилд имел ствол калибра .69 (17,5 мм) и длиной 42 дюйма. Полная длина мушкета составляла 58 дюймов, а вес — 10 фунтов (4,53 килограмм).
Особенностью «Спрингфилда 1842» было его производство. Это было первое американское ружье, полностью собранное из взаимозаменяемых частей, произведенных машинным способом. С 1844 и 1855 год арсеналы Спрингфилда и Харперс-Ферри произвели около 275 000 «Спрингфилдов» этого типа. Также некоторое количество мушкетов было произведено мелкими частными фирмами. Некоторые были произведены фирмой «Уотерс и Флэгг» в Массачусетсе; они отличаются использованием некоторых бронзовых элементов. Уотерс вскоре вышел из дела, а Флэгг стал партнером Уильяма Глэйзе из Южной Каролины. Они открыли производство в арсенале Пальметто в Колумбии. На их мушкетах использовалось клеймо с пальмой вместо клейма с орлом на остальных мушкетах. Эти южнокаролинские мушкеты в основном поступили на вооружение ополчения Южной Каролины. Всего до 1853 года было произведено 6 020 мушкетов этого типа.
Спрингфилдский мушкет обр. 1842 года
Как и у предыдущего «образца 1840 года», ствол «Спрингфилда 1842» намеренно изготавливался несколько более толстым, чем требовалось, из соображений возможности последующей его нарезки. Получившаяся винтовка могла стрелять недавно разработанной пулей Минье. Результаты испытаний показали, что оружие калибра .69 не обладает точностью как у винтовок с меньшим калибром. Кроме этого, пуля подобной конструкции весила больше, чем ранее применявшаяся круглая; иными словами, при использовании пуль Минье, калибр оружия можно было уменьшить. В силу перечисленных причин, «Спрингфилд 1842» оказался последним американским мушкетом калибра .69, а последующие образцы (например, Спрингфилд образца 1855 года и Спрингфилд образца 1861 года были рассчитаны на стрельбу пулей Минье калибра .58 (14,7 мм).
И гладкоствольные, и нарезные ружья Спрингфилда образца 1842 года использовались во время Гражданской войны.